# Sadalachbia
Sadalachbia (gamma Aquarii) is een ster in het sterrenbeeld Waterman (Aquarius).